# Vilho Vauhkonen
Vilhelm „Vilho” Vauhkonen (ur. 6 lutego 1877 w Pieksämäki, zm. 1 lutego 1957 w Helsinkach) – fiński strzelec sportowy, dwukrotny medalista olimpijski.
Dwukrotny uczestnik igrzysk olimpijskich. Na igrzyskach olimpijskich w 1912 w Sztokholmie startował w dwóch konkurencjach, bez sukcesów. Zdobył dwa brązowe medale na igrzyskach olimpijskich w 1920 w Antwerpii, oba w rywalizacji drużynowej: w karabinie wojskowym leżąc na 300 m (skład zespołu: Vauhkonen, Kalle Lappalainen, Veli Nieminen, Karl Magnus Wegelius i Voitto Kolho i w rundzie podwójnej do sylwetki jelenia (wraz z nim w reprezentacji Finlandii wystąpili: Robert Tikkanen, Karl Magnus Wegelius, Nestori Toivonen i Yrjö Kolho). Indywidualnie najlepszy wynik osiągnął w karabinie wojskowym leżąc na 300 m, gdzie po dogrywce zajął 4. miejsce.

## Wyniki

### Igrzyska olimpijskie
| Igrzyska       | Konkurencja                                     | Wynik                             | Miejsce | Źródło |
| -------------- | ----------------------------------------------- | --------------------------------- | ------- | ------ |
| Sztokholm 1912 | Karabin dowolny, trzy postawy, 300 m            | 870 pkt.                          | 41      | [ 2 ]  |
| Sztokholm 1912 | Karabin dowolny, trzy postawy, 300 m, drużynowo | 5323 pkt. (druż.) 840 pkt. (ind.) | 5       | [ 3 ]  |
| Antwerpia 1920 | Pistolet dowolny, 50 m, drużynowo               | 2052 pkt. (druż.)                 | 11      | [ 4 ]  |
| Antwerpia 1920 | Karabin dowolny, trzy postawy, 300 m            | 966 pkt.                          | ?       | [ 5 ]  |
| Antwerpia 1920 | Karabin dowolny, trzy postawy, 300 m, drużynowo | 4668 pkt. (druż.) 966 pkt. (ind.) | 4       | [ 6 ]  |
| Antwerpia 1920 | Karabin wojskowy leżąc, 300 m                   | 59 pkt. 56 pkt. (dogr.)           | 4       | [ 7 ]  |
| Antwerpia 1920 | Karabin wojskowy leżąc, 300 m, drużynowo        | 281 pkt. (druż.) 59 pkt. (ind.)   |         | [ 8 ]  |
| Antwerpia 1920 | Karabin wojskowy leżąc, 600 m, drużynowo        | 268 pkt. (druż.) 53 pkt. (ind.)   | 8       | [ 9 ]  |
| Antwerpia 1920 | Karabin wojskowy stojąc, 300 m, drużynowo       | 235 pkt. (druż.) 49 pkt. (ind.)   | 7       | [ 10 ] |
| Antwerpia 1920 | Karabin wojskowy leżąc, 300 i 600 m, drużynowo  | 524 pkt. (druż.) 95 pkt. (ind.)   | 10      | [ 11 ] |
| Antwerpia 1920 | Runda podwójna do sylwetki jelenia, drużynowo   | 285 pkt. (druż.) 41 pkt. (ind.)   |         | [ 12 ] |